# Scaptesyle bizone
Scaptesyle bizone là một loài bướm đêm thuộc phân họ Arctiinae, họ Erebidae.